# (73753) 1994 AQ5
(73753) 1994 AQ5 – planetoida z pasa głównego asteroid okrążająca Słońce w ciągu 5,36 lat w średniej odległości 3,06 j.a. Odkryta 5 stycznia 1994 roku.